# Гаряча лінія (фільм)
Гаряча лінія (англ. Lovelines) — американська молодіжна комедія 1984 року.

## Сюжет
Дівчина Пайпер і хлопець Рік подобаються одна одному, але є одна проблема, вони з різних коледжів які ворогують. Спілкуватися без перешкод вони можуть по телефону.

## У ролях
- Грег Бредфорд — Рік Джонсон
- Мері Бет Еванс — Пайпер
- Майкл Вінслоу — Джей Ді
- Дон Майкл Пол — Джеф
- Теммі Тейлор — Прісцилла
- Стейсі Тотен — Сінтія
- Роберт ДеЛапп — Бігль
- Френк Загаріно — Годзілла
- Тодд Брайант — Хаммер
- Джонна Лі — Ліза
- Робін Воткінс — Тереза
- Клаудія Кауен — Бріджит
- Лінн Картрайт — місіс Вудсон
- Альберт Забо — професор Фромвайтц
- Девід Жолліффе — Тонгу
- Мігель Феррер — Драгон
- Шеррі Стоунер — С'юзі
- Сара Бакстон — Кеті
- Джойс Джеймісон — Марі Ессквіт
- Шеккі Грін — церемоніймейстер
- Гері Морган — робітник кафетерію
- Маргаріт Кімберлі — дівчина у ванні
- Келлі Джин Бровзер — черевомовець
- Майкл Ллойд — Ллойд Сайдвелк
- Пол Валентайн — містер Вендермір
- Конрад Е. Пармізано — офіцер на мотоциклі 1
- Роберт Фіассо — офіцер на мотоциклі 2
- Джеймс «Пурман» Трентон — диск жокей
- Ернест Робінсон — порноглядач
- Еме Екклес — американець японського походження
- Джон Річард Петерсен — Джей Джей (в титрах не вказаний)